# Zespół pojazdów

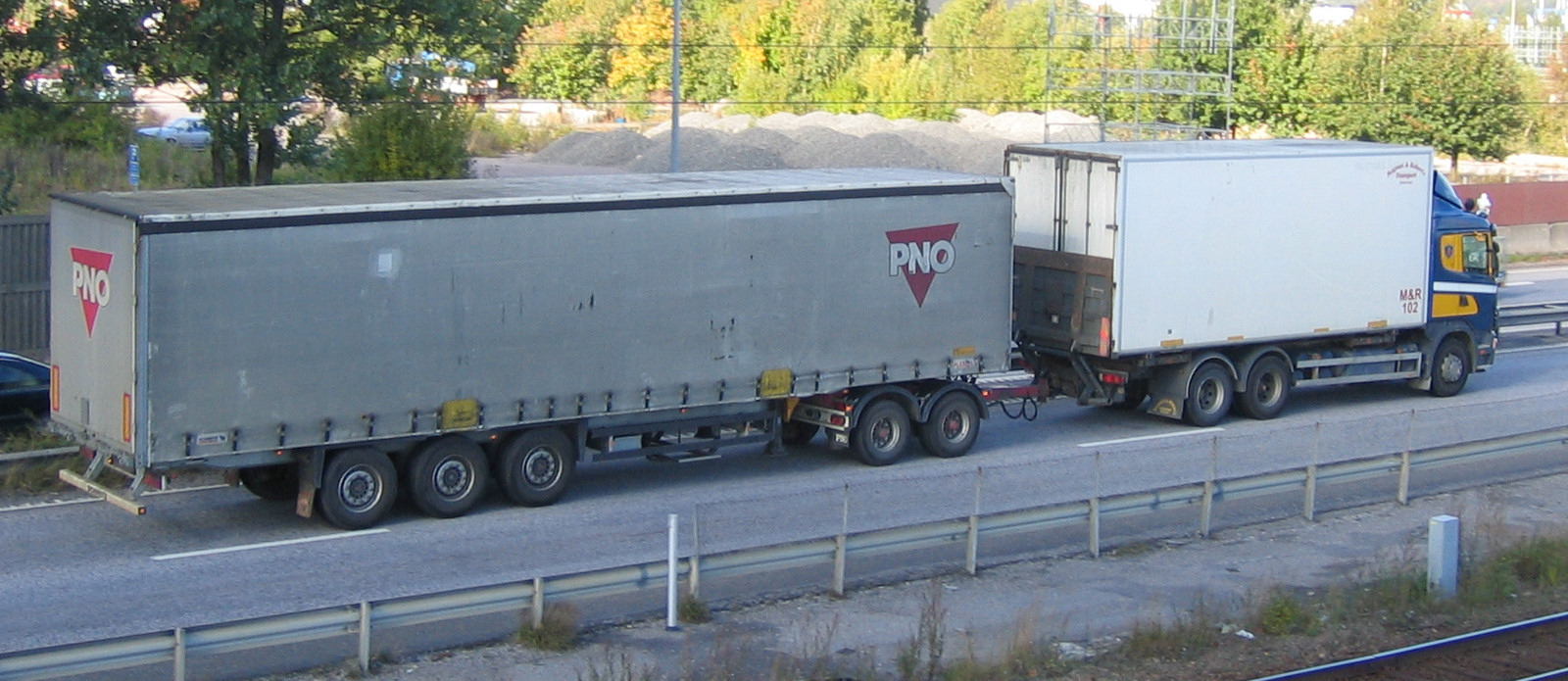
Samochód ciężarowy z tzw. windą z doczepionym Wózek dolly, na którym spoczywa naczepa. Długość zestawu 25,25 m.

Zespół pojazdów – pojazdy złączone ze sobą w celu poruszania się po drodze jako całość, nie dotyczy to pojazdów złączonych w celu holowania. Pojazd użytkowy może powstać m.in. w wyniku złączenia samochodu osobowego, autobusu, samochodu dostawczego, ciągnika siodłowego, ciągnika rolniczego z przyczepą bądź naczepą. Dopuszczalna prędkość poruszania się zespołu pojazdów zdolnego rozwinąć prędkość co najmniej 40 km/h wynosi: na drodze krajowej do 70 km/h (na drodze krajowej o dwóch pasach do 80 km/h), na drodze ekspresowej i autostradzie do 80 km/h.

## Prawo o ruchu drogowym w Polsce
Długość pojazdu nie może przekraczać w przypadku:
1. pojazdu samochodowego, z wyjątkiem autobusu oraz pojazdów samochodowych, o których mowa w pkt 11 – 12,00 m;
2. ciągnika rolniczego lub pojazdu wolnobieżnego – 12,00 m;
3. przyczepy, z wyjątkiem naczepy – 12,00 m;
4. pojazdu członowego – 16,5 m;
5. zespołu złożonego z pojazdu silnikowego i przyczepy – 18,75 m;
6. autobusu przegubowego – 18,75 m;
7. autobusu o dwóch osiach – 13,50 m;
8. autobusu o liczbie osi większej niż dwie – 15,00 m;
9. zespołu złożonego z autobusu i przyczepy – 18,75 m;
10. zespołu złożonego z trzech pojazdów, w którym pojazdem ciągnącym jest pojazd wolnobieżny lub ciągnik rolniczy – 22,00 m;
11. motocykla, motoroweru lub roweru, pojazdu czterokołowego oraz zespołu złożonego z motocykla, motoroweru, roweru lub pojazdu czterokołowego z przyczepą – 4,00 m.

W Polsce na drogach publicznych poruszanie się dłuższych zespołów pojazdów niż 22 m wymaga każdorazowo odpowiedniego zezwolenia. Z omawianego tutaj limitu długości zwolnione są pojazdy szynowe np. tramwaje.